# قرار مجلس الأمن التابع للأمم المتحدة رقم 527
قرار مجلس الأمن التابع للأمم المتحدة رقم 527، المعتمد بالإجماع في 15 ديسمبر 1982، وبعد أن استمع المجلس إلى بيانات من موشويشوي الثاني في ليسوتو، أدان، إلى جانب قرار للجمعية العامة، الهجوم الذي شنته جنوب أفريقيا على ليسوتو، مما أسفر عن وقوع أضرار ومقتل 40 شخصًا.
وطالب القرار بتقديم تعويض إلى ليسوتو عن هذا الهجوم، التي أثنت عليها أيضا للسماح للذين يفرون من نظام الفصل العنصري بالحصول على ملاذ في البلد. ودعا أيضا الدول الأعضاء إلى تقديم المساعدة الاقتصادية إلى ليسوتو. ورفضت جنوب أفريقيا دفع التعويض.
وكرر المجلس تأكيد استخدام الوسائل السلمية لحل المشاكل الدولية، وطلب إلى الأمين العام أن يدخل في مشاورات مع حكومة ليسوتو بشأن المسائل الإنسانية، وأن يقدم إلى المجلس بانتظام تقريرا عن تنفيذ هذا القرار.

## وصلات خارجية
- نص القرار في undocs.org